# 印相
印相（いんそう、いんぞう、梵: mudrā）は、仏教において、手の指で様々な形を作り、宗教的理念を象徴的に表すもの。ヒンドゥー教と仏教に共通し、仏・菩薩・諸尊の内証を標示する。印（いん）、印契（いんげい）、密印、契印ともいう。修行者が本尊と渉入し融合するために、その本尊の印相を結ぶこともある。本来は仏教において印相に関する定まった軌則は無かったが、密教の発達に伴って相が定まり、意味が説かれるようになった。儀軌の成立した時代の違いや地方の別によって、印相には差異がある。

## 概要
サンスクリットのムドラー（मुद्रा、mudrā）の漢訳であり、本来は「封印」「印章」などを意味する。主に仏像が両手で示す象徴的なジェスチャーのことを指す。
寺院その他で見かける仏像には、鎌倉大仏のように両手を膝の上で組み合わせるもの、奈良の大仏のように右手を挙げ、左手を下げるものなど、両手の示すポーズ、すなわち印相には決まったパターンがある。それぞれの印相には諸仏の悟りの内容、性格、働きなどを表す教義的な意味があり、仏像がどの印相を結んでいるかによって、その仏像が何であるか、ある程度推測がつく。
密教の曼荼羅などには、さまざまな印相を結ぶ仏、菩薩像が表現されているが、ここでは日本の寺院などで見かける代表的なもの数種類について略説する。

## 主な印相

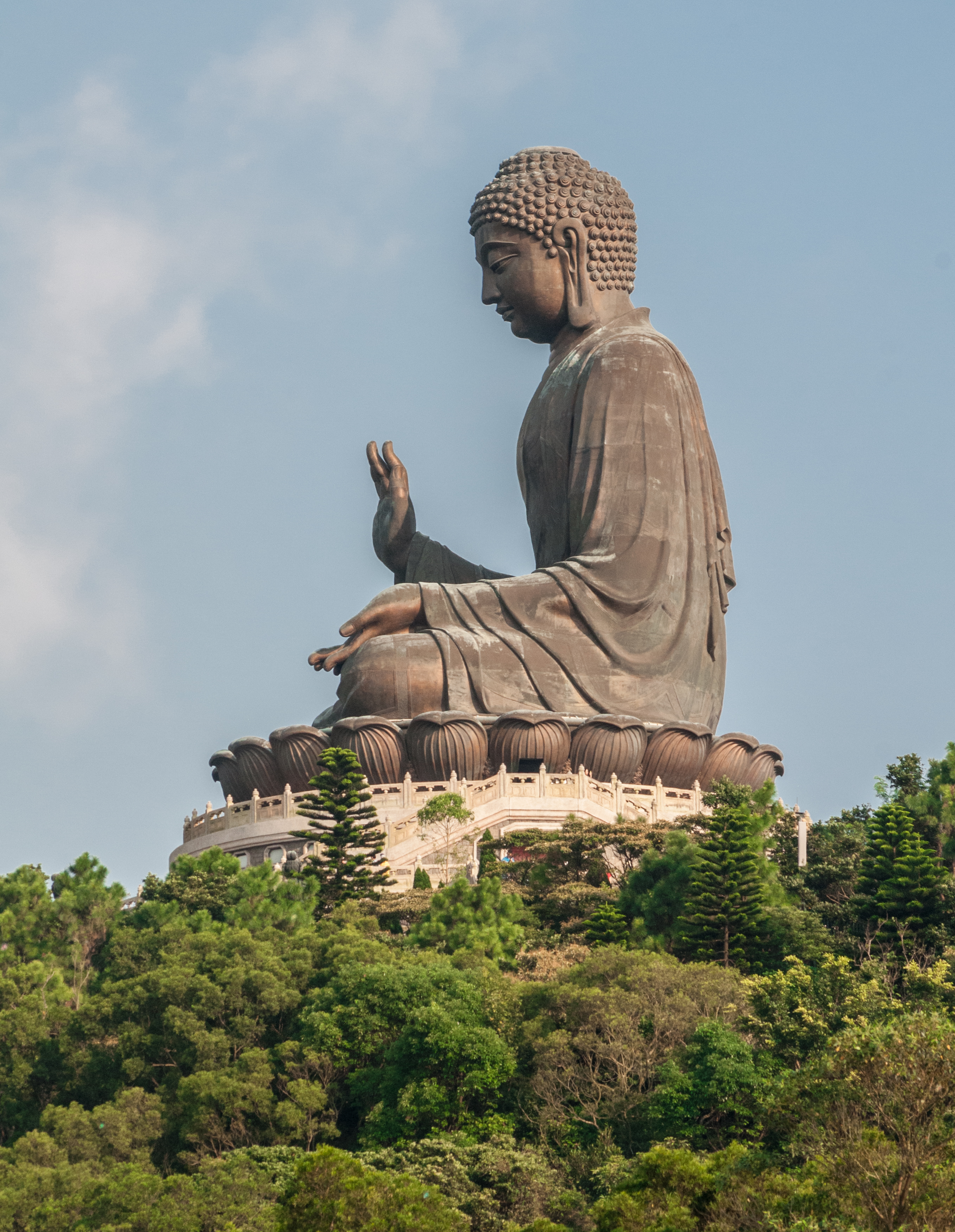
図1 施無畏与願印（香港・天壇大仏）

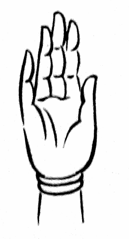
施無畏印
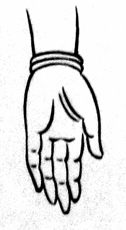
与願印
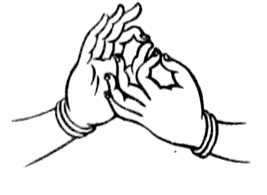
転法輪印
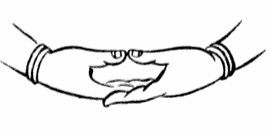
禅定印
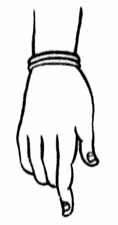
降魔印

施無畏印（せむいいん）（Abhaya Mudrā）
五指を伸ばし、手を肩の高さに上げて手の平を前に向けた印相。漢字の示す意味通り「恐れなくてよい」と相手を励ますサインである。不空成就如来が結ぶ。
与願印（よがんいん）（Varada Mudrā）
五指を伸ばし、手を下げて手の平を前に向けた印相。坐像の場合などでは手の平を上に向ける場合もあるが、その場合も指先側を下げるように傾けて相手に手の平が見えるようにする。相手に何かを与える仕草を模したもので、仏が衆生の願いを実現してくれることを象徴する。施願印、施与印とも呼ぶ。宝生如来などが結ぶ。
施無畏与願印（せむいよがんいん）
右手を施無畏印にし、左手を与願印にした印。坐像の場合は左手の平を上に向け、膝上に乗せる。これは信者の願いを叶えようというサインである。施無畏与願印は、如来像の示す印相として一般的なものの1つで、釈迦如来にこの印相を示すものが多い。与願印を示す左手の上に薬壷が載っていれば薬師如来である。ただし、薬師如来像には、本来あった薬壷の失われたものや、薬箱に乗るなど、もともと薬壺を持たない像もある。また、阿弥陀如来像の中にも施無畏与願印を表すものがあり、この印相のみで何仏かを判別することは不可能な場合が多い。図1は香港・ランタオ島の天壇大仏で、施無畏与願印を結ぶ。
転法輪印（てんぽうりんいん）（Dharmachakra Mudrā）
釈迦如来の印相の1つで、両手を胸の高さまで上げ、親指と他の指の先を合わせて輪を作る。手振りで相手に何かを説明している仕草を模したもので「説法印」ともいう。「転法輪」（法輪を転ずる）とは、仏の教えが煩悩や邪説を破ることを転輪王が輪宝を転じて敵を破砕するのに例えた語で、「真理を説く」ことである。
親指とどの指を合わせるか、手の平を前に向けるか自分に向けるか上に向けるかなどによってさまざまなバリエーションがある。例えば胎蔵界曼荼羅釈迦院の釈迦如来の場合、両手の指先を上に向け、右手は前に、左手は自分側に向ける。この場合、右手は聴衆への説法を意味し左手は自分への説法を意味する。
定印（じょういん）（Dhyāna Mudrā）
禅定印とも。坐像で、両手の手のひらを上にして腹前（膝上）で上下に重ね合わせた形である。これは仏が思惟（瞑想）に入っていることを指す印相である。
釈迦如来、大日如来（胎蔵界）の定印は左手の上に右手を重ね、両手の親指の先を合わせて他の指は伸ばす。これを法界定印（ほっかいじょういん）という。阿弥陀如来の定印は密教では法界定印とされるが、浄土教などでの場合は同じように両手を重ねて親指と人差し指（または中指、薬指）で輪を作るものもあり、これを阿弥陀定印ともいう。阿弥陀如来の印相には沢山のバリエーションがあるので、後に詳述する。
触地印（そくちいん）（Bhūmisparśa Mudrā）
降魔の印ともいう。坐像で、右手の指を右膝の前で地面に触れる。左手で衣をつかむものもある。伝説によると、釈迦は修行中に悪魔の妨害を受けた。その時釈迦は指先で地面に触れて大地の神を出現させ、それによって悪魔を退けたという。このため触地印は、誘惑や障害に負けずに真理を求める強い心を象徴する。釈迦如来のほか、阿閦如来や天鼓雷音如来が結ぶ。
智拳印（ちけんいん）（Vajra Mudrā）
左手は人差し指を伸ばし、中指、薬指、小指は親指を握る。右手は左手人指し指を握り、右親指の先と左人指し指の先を合わせる。よく無明を除き、仏智に入ることを象徴する。大日如来（金剛界）、一字金輪仏頂、多宝如来が結ぶ。
降三世印（こうざんぜいん）
小指を絡めて胸の前で交差させる印。
忿怒印（ふんぬいん）（Karana Mudrā）
中指と薬指と親指で輪を作る、いわゆるコルナに似た形をとる。
遊戯坐（ゆげざ）（Lalitasana）
片脚を立てるか反対側の脚に乗せて椅座する。菩薩や天の像にはよく見られるが、仏陀においては弥勒仏以外の作例は少ない。日本美術においては鎌倉を中心として流行した。
- 施無畏印
- 与願印
- 転法輪印
- 禅定印
- 降魔印

## 阿弥陀如来の印相

図2 定印（鎌倉大仏）

阿弥陀如来の印相には数種類あるが、いずれの場合も親指と人差し指（または中指、薬指）で輪を作るのが原則である。
定印（じょういん）
前述の通り。阿弥陀如来の場合は、両手を胸の高さまで上げ親指と人差し指（または中指、薬指）で輪を作るものもある。日本での作例としては、宇治の平等院鳳凰堂本尊像、図2の鎌倉・高徳院本尊像（鎌倉大仏）などがある。
説法印（せっぽういん）
転法輪印のこと。両手を胸の高さまで上げ、親指と人差し指（または中指、薬指）で輪を作る。日本での作例としては、京都・広隆寺講堂本尊像、法華寺像などがあるが、比較的珍しい印相である。当麻曼荼羅の中尊像もこの印相である。
来迎印（らいごういん）
施無畏与願印に似て、右手を上げて左手を下げてともに手の平を前に向け、それぞれの手の親指と人差し指（または中指、薬指）で輪を作る。信者の臨終に際して、阿弥陀如来が西方極楽浄土から迎えに来る時の印相である。日本での作例としては、京都・三千院の阿弥陀三尊の中尊像などがある。浄土宗、浄土真宗の本尊像は基本的にこの印相である。図3は茨城県の牛久大仏で、来迎印を結んでいる。

### 九品往生に基づく印相
『観無量寿経』に説く九品往生（くほんおうじょう）の思想として、極楽往生の仕方には、信仰の篤い者から極悪人まで9通りの段階があるとされる。「上品上生」（じょうぼんじょうしょう）から始まって「上品中生」「上品下生」「中品上生」「中品中生」「中品下生」「下品上生」「下品中生」「下品下生」に至る。
阿弥陀如来像の結ぶ印相を９つに分類し、この九品往生と関連づける考え方が九品印であるが、『観無量寿経』には阿弥陀の印相については書かれていない。また浄瑠璃寺（平安時代末期創建）に現存する九体阿弥陀仏は、中尊が来迎印、残り脇仏8体はすべて定印であり、９種類の印相ではない。この点から古くは印相を違えて阿弥陀像を造立するという意識はなく、印相における形式の相違も重視されていなかったとの見方や、江戸時代の『仏像図彙（ぶつぞうずい）』が九品印が最初に図示されたものとする考えも存在する。そのため特に江戸時代より前に作られた阿弥陀像に対して印相だけで単純に「上品上生」などと九品往生をあてはめるのは、逆にその仏像の表すものを見誤る危険性もあり、注意すべきである。
東京都世田谷区の九品仏浄真寺（通称九品仏）には9体の阿弥陀如来像が安置され、それぞれが異なった9通りの印相を示している。浄真寺の九品仏の場合、阿弥陀如来の印相の内、定印を「上生印」、説法印を「中生印」、来迎印を「下生印」とし、親指と人差し指（中指、薬指）を接するものをそれぞれ「上品」「中品」「下品」に充てる。

## 密教における印相
日本の密教諸派では、伝承や儀軌にそれぞれの流儀があり、用いる印相も多種多様である。基本形は、六種拳・十二合掌と、観法に用いる十八契印である。